# 買い占め
買い占め（かいしめ、英: cornering）は、ある意図に基づいて特定の商品、株式、土地などを買い集める行為。
商品の市場流通の減少による値上がりで利益を得る目的の買い占めが多いが、経営権を取得する目的での株式の買い占めも少なくない。また、商品の値上げ・生産終了・品薄への対応を目的とした、いわゆる駆け込み需要によるまとめ買い目的の買い占めも存在する。
いずれにしても、買い占めを行う個人または団体が利益を得ることが目的の主であるが、その一方で、単純に個人の趣味嗜好で行われる買い占めもある。
買い占めという言葉は、単独または少人数・小グループが市中の品や店舗の在庫の大部分を買い上げることを指す。
多くの人が特定の商品を買い求めた結果、市中から消える状況は単なる「需要超過」であり、買い占めとは呼ばない。

## 事例

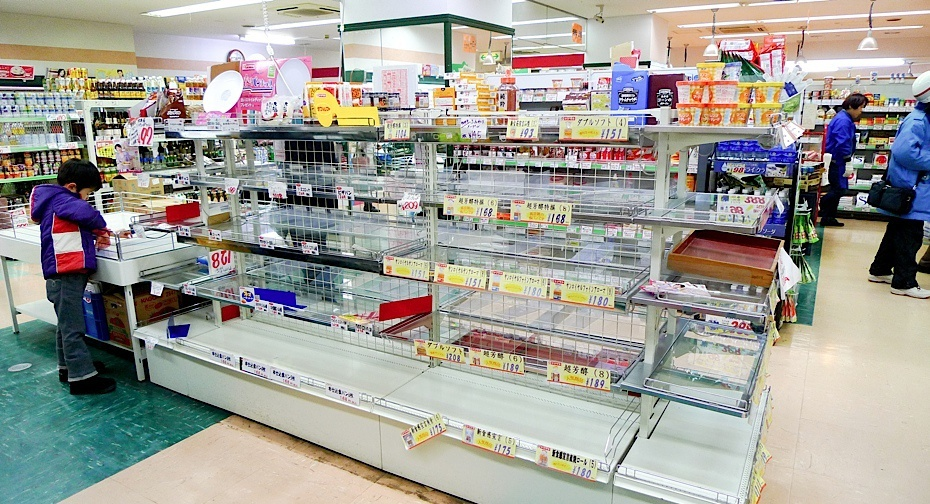
買い占めで商品が売り切れたコンビニエンスストア

過去の日本では、買い占めや売り惜しみによる食糧価格の高騰で、打ちこわし（江戸時代）や米騒動（1918年、1993年）といった、暴動・騒動が発生している。
また、先の二つとは性質が異なるが、第一次オイルショック期（1973年）には風評によって、トイレットペーパー騒動も発生している。
2011年の東日本大震災の直後（輪番停電実施の発表による電力危機）から、東日本を中心に、ミネラルウォーター、米、カップラーメン、乾電池、トイレットペーパー、ティッシュペーパー、使い捨てカイロなどの買い占めが起こった。
2017年6月、中東のカタールが周辺諸国から国交断絶（2017年カタール外交危機）を突き付けられた際には、首都ドーハのスーパーマーケットの商品が買占めされる状態となった。

## 法律・制度
- 生活に深い関わりのある物資の一部
日本では1973年に、生活に深い関わりのある物資の一部について買い占めや売り惜しみを禁止する「生活関連物資等の買占め及び売惜しみに対する緊急措置に関する法律」（買占め及び売惜しみ防止法）が制定された。
- 株式
株式に関しては、同じく1973年に、取得の目的、買い付け価格、目標とする株式数、買い付け期間などを公告し、不特定多数の株主から株式を買い取る株式公開買い付け制度が作られた。
- 地上げ
弁護士資格がない者が報酬目的で交渉や仲介を行うと非弁行為（弁護士法第72条）に該当する場合がある[3]。
- チケット
転売目的のチケットを買い占める購入はダフ屋行為として迷惑防止条例で禁止されている。また2019年に「チケット不正転売禁止法」が施行した。

## 問題点

スーパーマーケットで「台風直近中」をアピール

真剣に欲しい人からすれば迷惑な行為の為非難する者や、資本主義の観点から問題ないという者までさまざまである。
しかし、買い占め行為により、値を吊り上げる者、吊り上げようとする者、売惜しみをする者がいる。それらの者（業者または転売屋）が寡占的であったり、影響力があった場合、経済そのものに影響が出る場合が多い。